# Roberto Fleitas
Roberto Fleitas (Montevidéu, 25 de maio de 1932 – 3 de março de 2024) foi um treinador e futebolista uruguaio que atuou como zagueiro.

## Títulos[4]

### Como treinador
Seleção Uruguaia
- Copa América: 1987

Nacional
- Copa Libertadores da América: 1988
- Copa Intercontinental: 1988
- Campeonato Uruguaio: 1992

## Premiações
Nacional
- Treinador Sul-Americano do Ano: 1988